# Lübecker Rat 1535
Der Rat der Hansestadt Lübeck im Jahr 1535, dem Ende der Wullenwever-Zeit in Lübeck.

## Lübeck 1535
Am 7. Juli 1535 traf in Lübeck ein kaiserliches Exekutional-Mandat ein, das die Wiederherstellung der alten Ordnung und die Wiedereinsetzung Nikolaus Brömses binnen 45 Tage forderte. Einzelne der aus dem 64-er Ausschuss in den Rat gekommenen Herren gaben in den folgenden Wochen ihr Amt auf. Ein Großteil der Bürger und auch der Ratsherren ließ sich jedoch lange von Wullenwever überzeugen, dass sein Rücktritt damit nicht gemeint sei. Erst am 26. August 1535, dem letzten Tag vor Ablauf des kaiserlichen Ultimatums, trat er auf Druck des Hansetages gemeinsam mit dem Bürgerausschuss und allen anderen aus diesem Kreis in den Rat Gekommenen zurück. Nach der Rückkehr Brömses und seiner Wiedereinsetzung als Lübecker Bürgermeister ergänzte sich der Rat im September auf die traditionelle Weise selbst. Dabei wurde der zurückgetretene Karsten Timmermann sofort wieder gewählt. Auch zwei weitere der ehemaligen "Zettelherren", wie die 1531 bzw. 1533 durch Los in den Rat Gelangten genannt werden, wurden in den folgenden Jahren wieder aufgenommen.

## Bürgermeister
- Nikolaus Brömse, seit 1520, Mitglied der Zirkelgesellschaft seit 1508. 1521 am Hof Karl V., wohin er 1531 floh und zum Ritter geschlagen wurde; 1535 kehrte er zurück und nahm 1536 an den Friedensgesprächen mit Christian III. in Hamburg und am Verhör von Jürgen Wullenwever in Braunschweig teil; 1540 Vorsitz auf dem Hansetag in Lübeck
- Mattheus Packebusch, seit 1528–32; Wiedereintritt 1534
- Joachim Gercken, seit 1531
- Gotthard III. von Hoeveln, seit 1531
- Jürgen Wullenwever, seit 1533. Rücktritt August 1535
- Ludwig Taschenmaker, seit 1533. Rücktritt August 1535

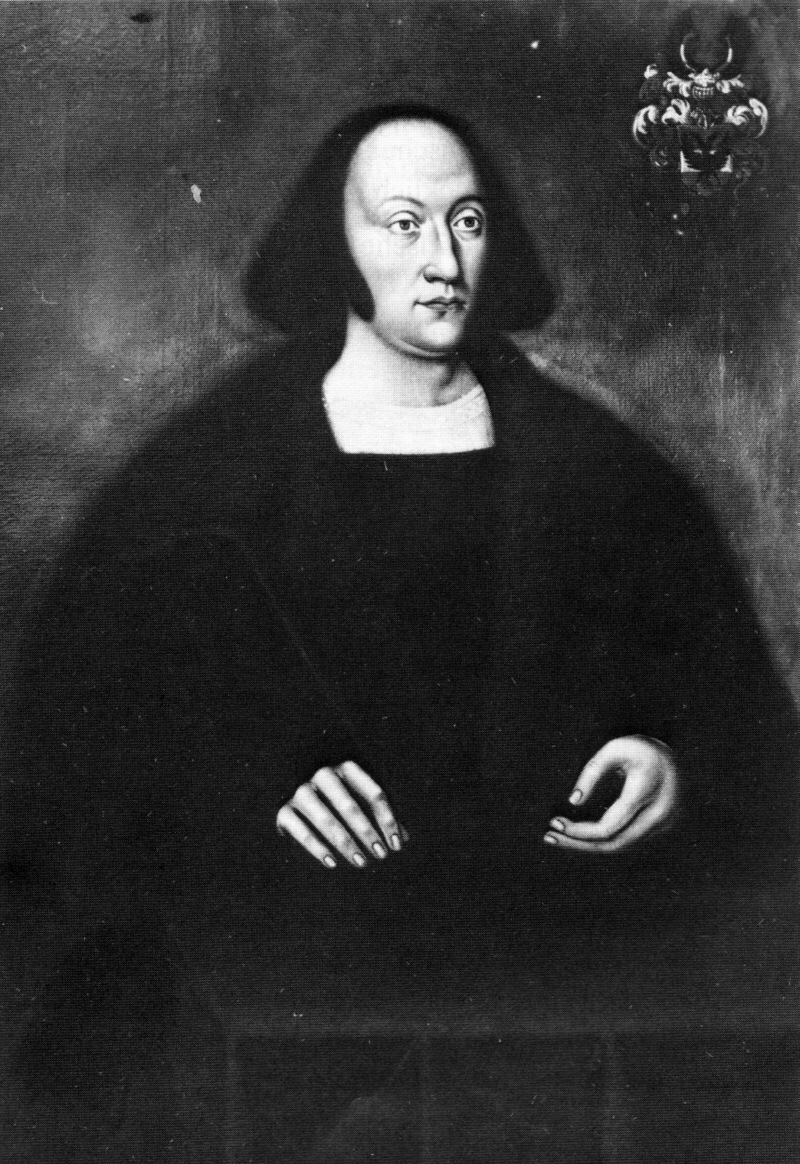
Nikolaus Brömse
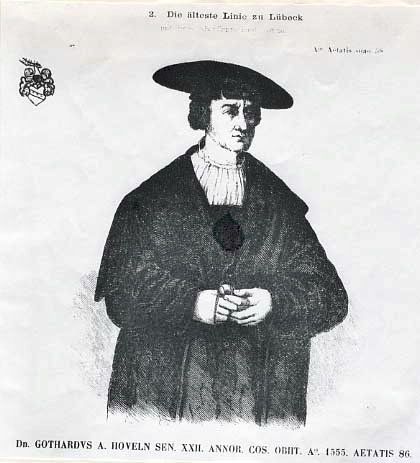
Gotthard von Hoeveln (1468–1555)
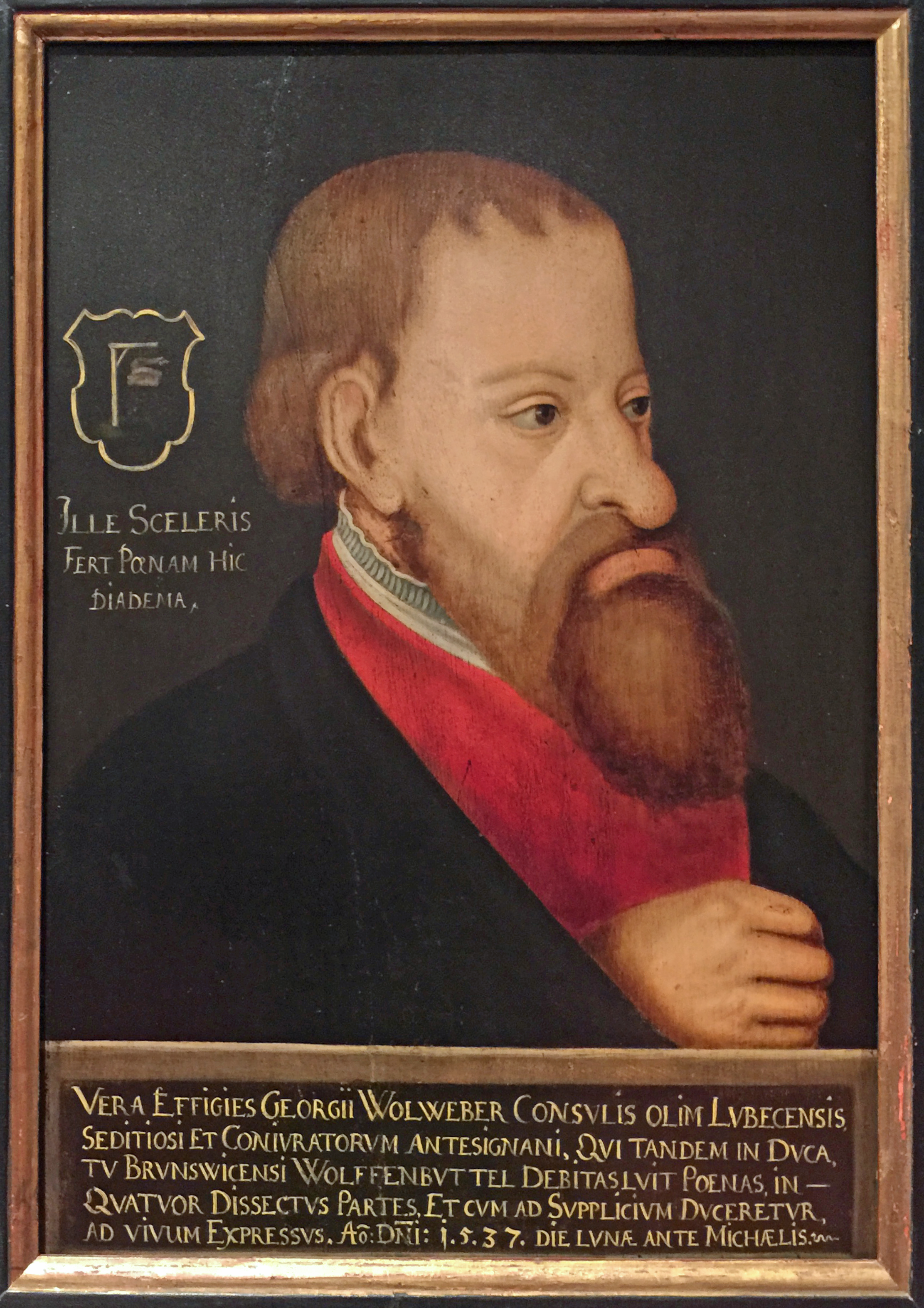
Spott-Porträt Jürgen Wullenwevers

## Ratsherren
| Name und Lebensdaten               | Ratslinie Nr. | Eintritt in den Rat     | Besonderheiten und Anmerkungen                                                                              | Abbildung |
| Fritz Grawert                      | 596           | 1509–1532 und 1535–1538 | |           |
| Hinrich Kerckring (* 1479; † 1540) | 609           | 1518                    | Zur Geschichte des von Jacob van Utrecht gemalten Altars mit dem Stifterbild Hinrich Kerckrings siehe dort. |           |
| Konrad Wibbeking                   | 614           | 1522                    | |           |
| Nikolaus Bardewik (* 1506; † 1560) | 618           | 1527                    | 1544 Bürgermeister                                                                                          |           |
| Hermann Schutte                    | 619           | 1528                    | |           |
| Anton von Stiten († 1564)          | 620           | 1528                    | 1540 Bürgermeister                                                                                          |           |
| Johann Stolterfoht                 | 623           | 1530                    | |           |
| Hinrich Castorp (Ratsherr)         | 624           | 1530                    | |           |
| Konrad von Riden                   | 626           | 1530                    | |           |
| Godeke Engelstede                  | 628           | 1531–1535               | Von den Bürgern aus den Reihen der 64er gewählt. Trat nach dem Hansetag im August 1535 in Lübeck aus.       |           |
| Gerhard Odingborg                  | 629           | 1531–1535               | 64er. Austritt August 1535.                                                                                 |           |
| Goswin Bütepage                    | 631           | 1531–1535               | 64er. Austritt August 1535.                                                                                 |           |
| Karsten Timmermann                 | 634           | 1531–1533 und 1535–1542 | 64er. Austritt August 1535 und Neuwahl im September 1535.                                                   |           |
| Heinrich Reinhusen                 | 635           | 1531–1535               | 64er. Austritt August 1535.                                                                                 |           |
| Johann Sengestake                  | 638           | 1533–1535               | 64er. Befehlshaber auf der Flotte 1533. Austritt August 1535.                                               |           |
| Helmeke Dannemann                  | 639           | 1533–1535               | 64er. Austritt August 1535.                                                                                 |           |
| Johann von Elpen                   | 640           | 1533–1535               | 64er. Austritt August 1535.                                                                                 |           |
| Eberhard Störtelberg               | 641           | 1533–1535 und 1541–1549 | 64er. Austritt August 1535. 1536 Lübecker Amtmann auf Bornholm. Neuwahl 1541. 1545 Bürgermeister            |           |
| Tile Tegetmeier                    | 642           | 1533–1535               | 64er. Austritt August 1535.                                                                                 |           |
| Albrecht Klever                    | 643           | 1533–1535 und 1537–1565 | 64er. 1533 Befehlshaber der Flotte. Austritt August 1535. Neuwahl 1537. Kämmereiherr 1556–1561.             |           |
| Jordan Basedow                     | 644           | 1535–1555               | 64er, Mitglied der Zirkelgesellschaft. Früher Lübecker Domherr.                                             |           |
| Johann Stalhoet († 1540)           | 645           | 1535–1540               | |           |
| Ludeke Lüneburg                    | 646           | 1535                    | Sohn des Ratsherr Johann Lüneburg (Nr. 625)                                                                 |           |
| Hermann von Dorne                  | 647           | 1535                    | |           |